# Pleiospilos compactus
Pleiospilos compactus är en isörtsväxtart. Pleiospilos compactus ingår i släktet Pleiospilos och familjen isörtsväxter.

## Underarter
Arten delas in i följande underarter:
- P. c. canus
- P. c. compactus
- P. c. fergusoniae
- P. c. minor
- P. c. sororius

## Bildgalleri

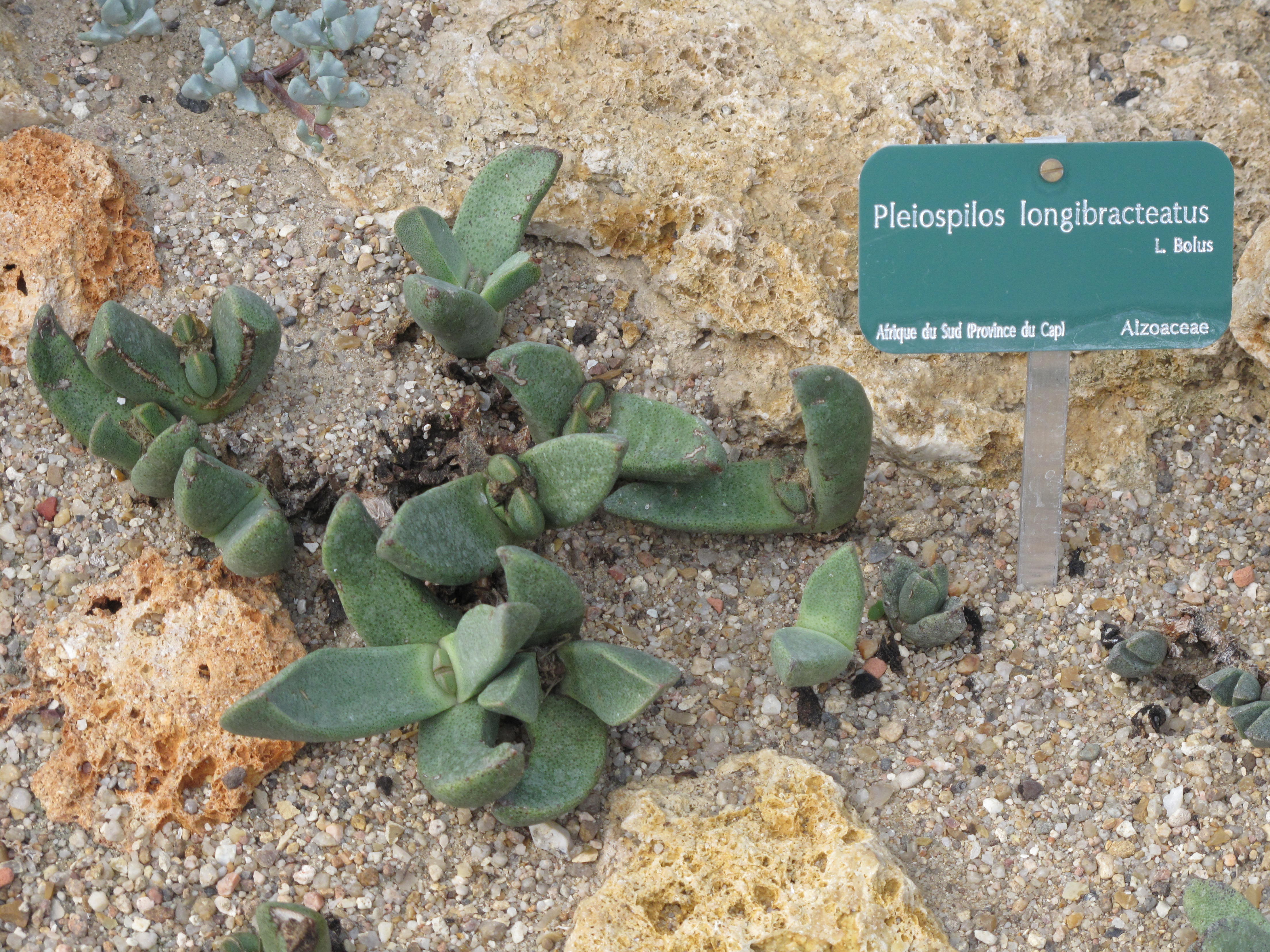
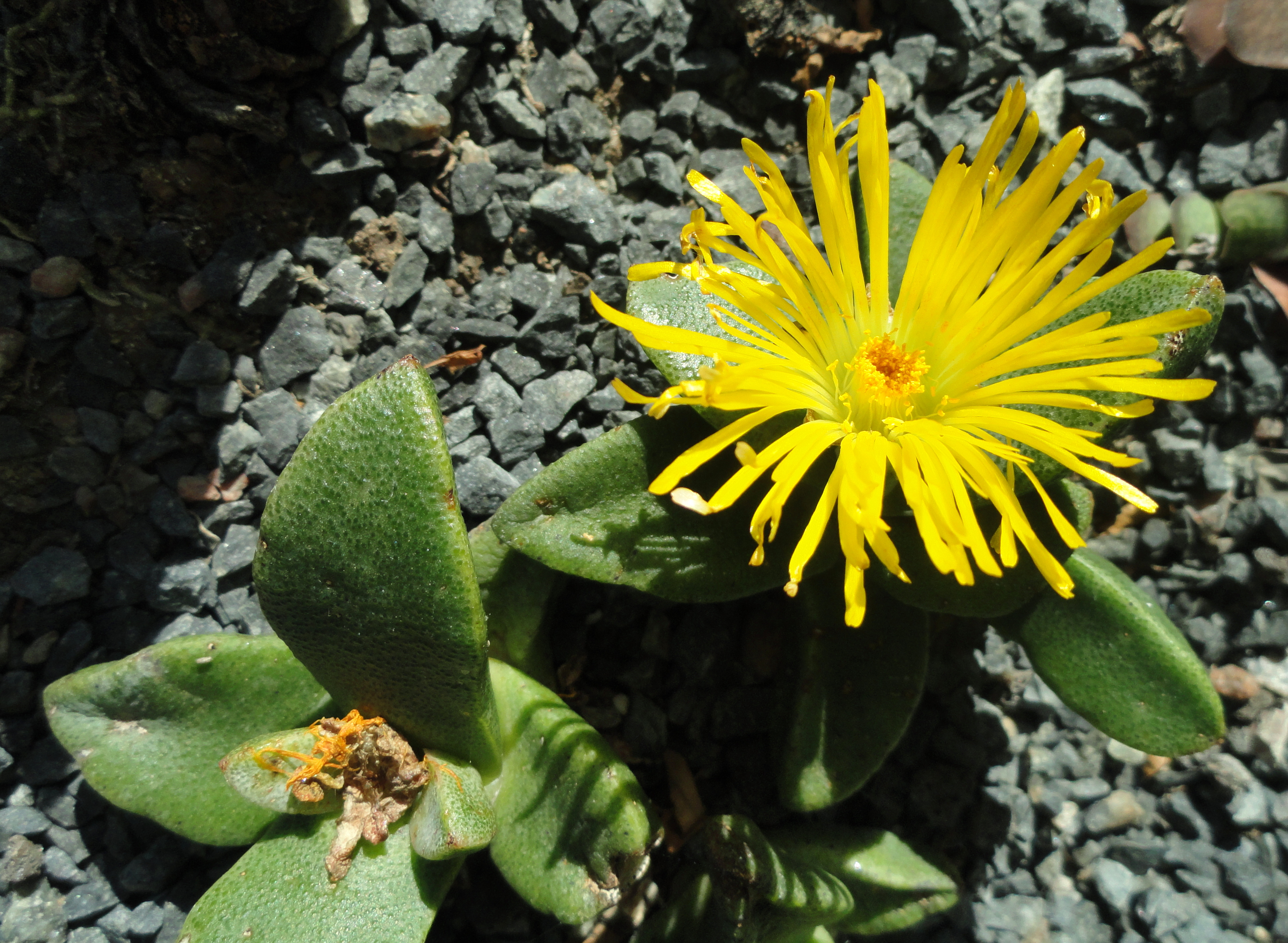
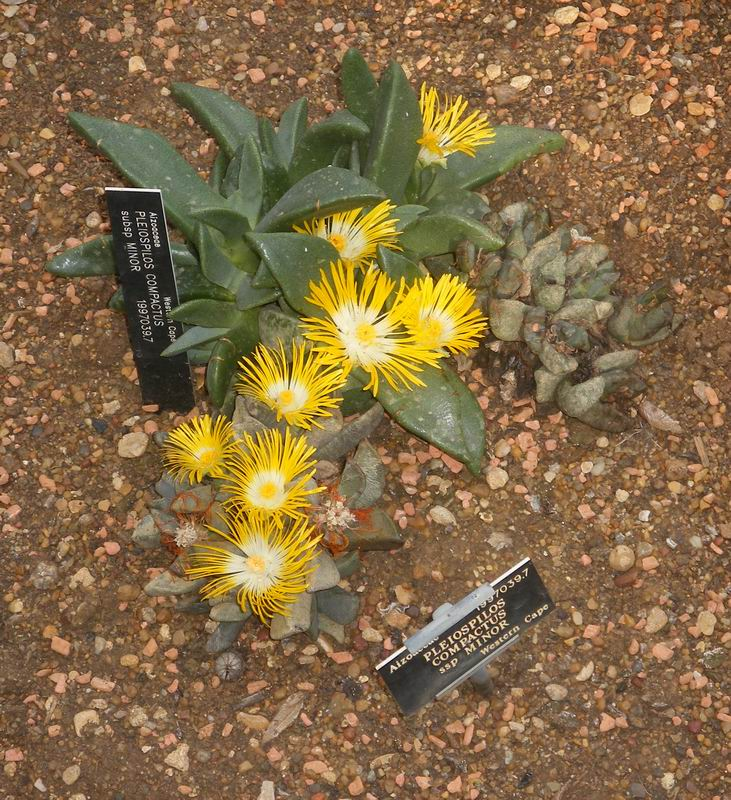
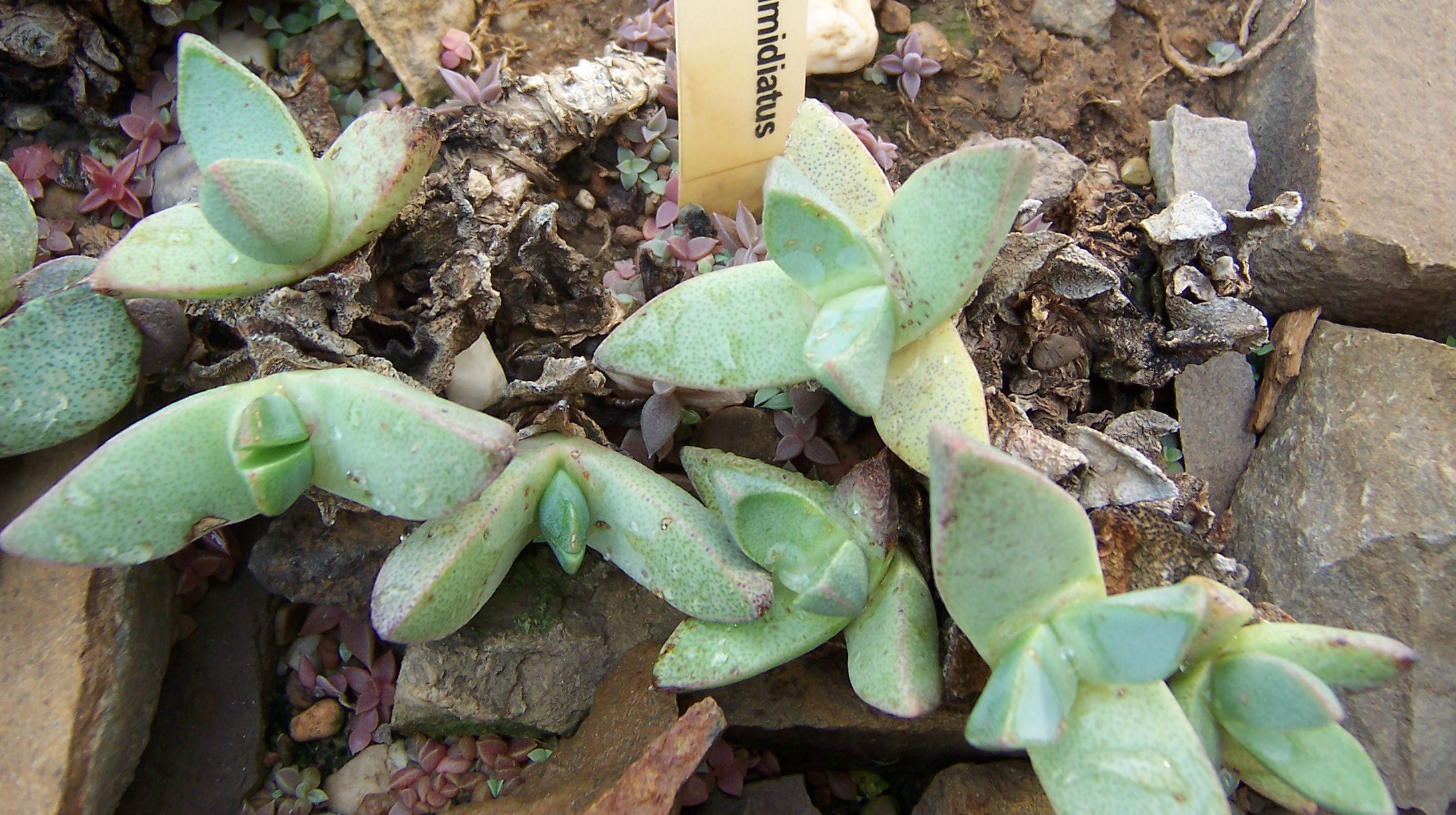
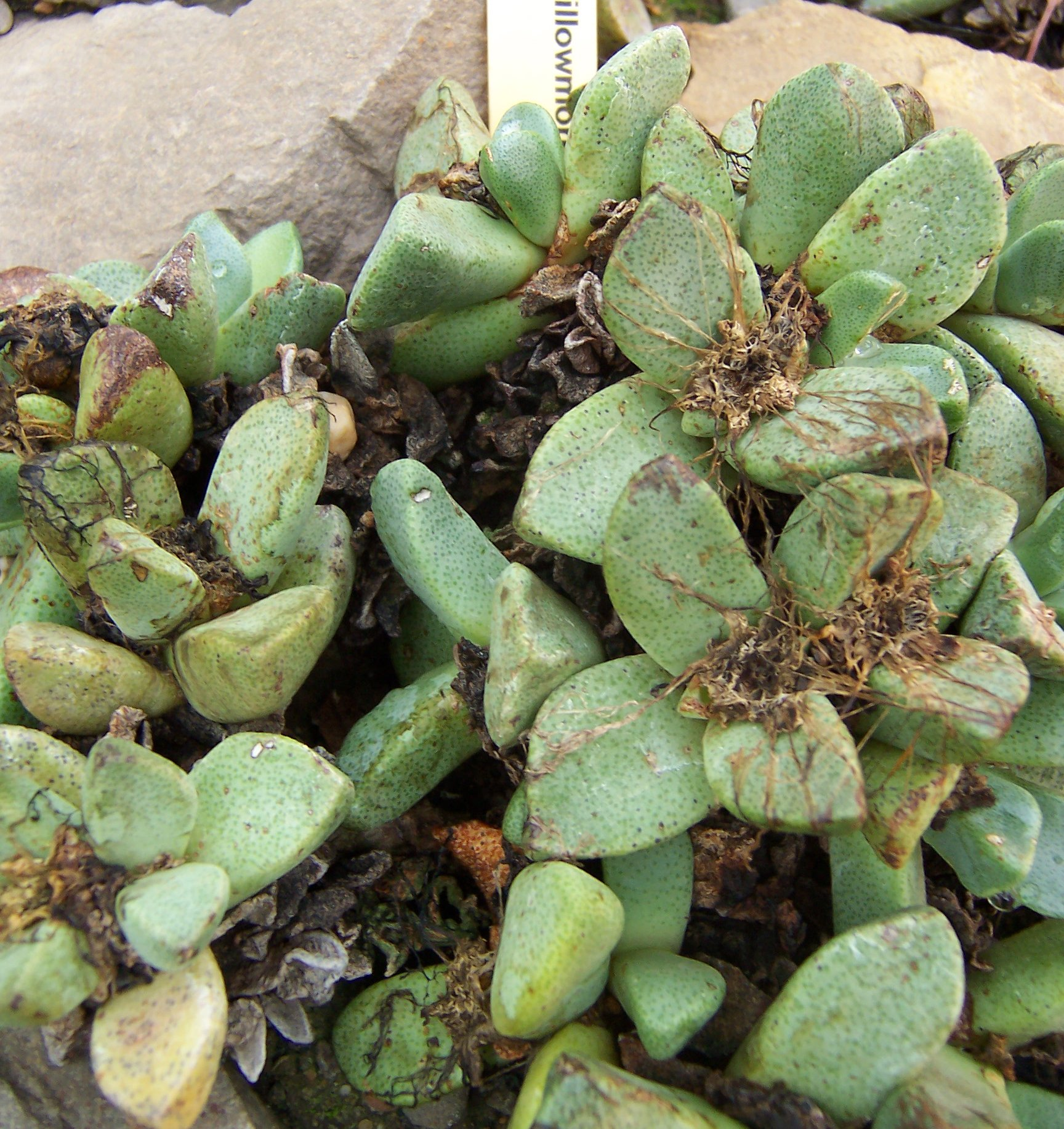
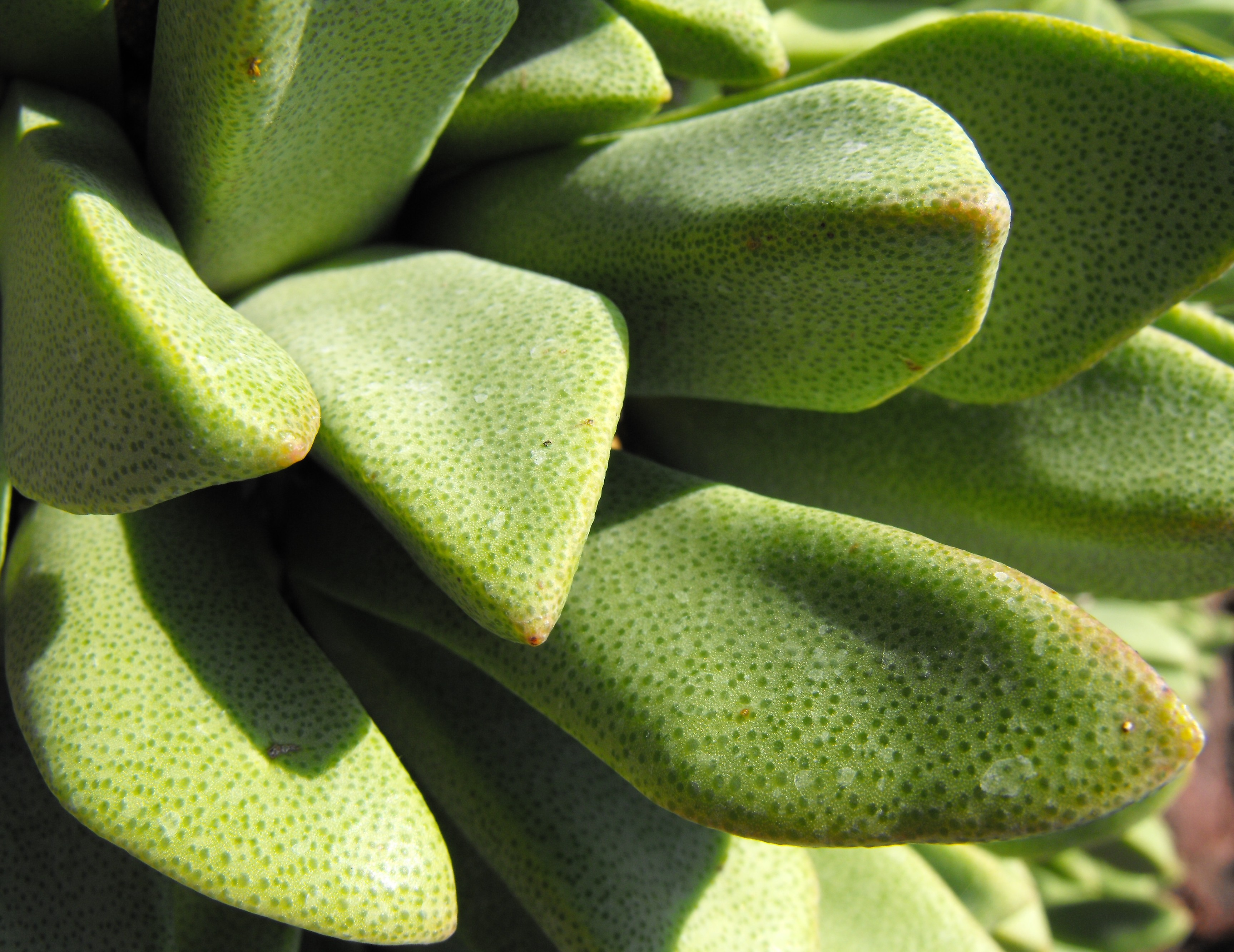